# Битва при Бхучар Мори
Битва при Бхучар Мори, также известная как битва при Дхроле — сражение между армией Катхиавара, возглавляемой князем Наванагара, и армией Великих Моголов на плато Бхучар Мори близ Дхрола, Саураштра (ныне в районе Джамнагар, Гуджарат, Индия). Она была предназначена для защиты Музаффар-шаха III, последнего султана Гуджаратского султаната, который нашел убежище у Джама Сатаджи из Наванагара после своего побега от императора Великих Моголов Акбара. Сражение состоялось в июле 1591 года. Армия Катхиавара включала войска князей Джунагада и Кундла, которые предали Наванагар и, наконец, присоединились к армии Великих Моголов. Сражение привело к большому числу жертв с обеих сторон. Битва завершилась победой армии Великих Моголов.
Считается крупнейшим сражением в истории Саураштры. Её часто называют Панипатом Саураштры.

## Предыстория
Музаффар-шах III, султан Гуджаратского султаната, был титульным монархом, и государством управляли различные гуджаратские магнаты, которые постоянно сражались друг с другом. Музаффар осадил Ахмедабад с помощью других дворян. Итимад-хан, знатный правитель Ахмедабада, пригласил императора Великих Моголов Акбара завоевать государство. Он вошел в Ахмедабад без боя 18 ноября 1572 года. Музаффар-шах был схвачен, скрываясь на хлебном поле. Акбар постепенно захватил государство к 1573 году. Его правители управляли государством с 1573 по 1583 год с частыми восстаниями и беспорядками.
Акбар заключил Музаффар-шаха в тюрьму в Агре, но тот бежал в Гуджарат в 1583 году. После короткого пребывания в Раджпипле он перешел в Катхиавар, где к нему присоединились 700 солдат. Ему помогали Джам Сатаджи из Наванагара, Даулат хан из Джунагада и Хенгар, джагирдар Сората. Он собрал из них армию в 30 000 кавалеристов и 20 000 пехотинцев. Он разграбил деревни близ Ахмедабада, а затем захватил Ахмедабад и, в конечном счете, Вадодару и Бхаруч. Музаффар потерпел поражение при Ахмедабаде от нового могольского губернатора Мирза-хана 26 января 1584 года. Музаффар бежал в Махемдабад, а затем Камбат. Когда Мирза-хан в феврале 1584 года продвинулся к Камбату, он двинулся к Вадодаре, где снова столкнулись обе силы, и Музаффар потерпел поражение. Он бежал в горы. Позже, когда Бхаруч был захвачен моголами, он бежал с места на место; сначала в Идар, а затем в Катиавар. Поскольку никто не предоставил ему убежища, Джам Сатаджи из княжества Наванагар согласился и укрыл его в холмах Барда.
Император Акбар перевел своего молочного брата Мирзу Азиза Коку из Малвы в Гуджарат в 1588—1589 годах вместо Мирза-хана, чтобы захватить Музаффар-шаха. Большая армия была размещена в Вирамгаме. Он послал Навроз-хана и Сайяда Касима с войсками, чтобы найти его в Морби. Мирза Азиз Кока переписывался с Джамом Сатаджи и попросил сдаться, но тот отказался, сославшись на долг кшатрия защищать просителя убежища. Джам Сатаджи преследовал армию Великих Моголов, сокращая их запасы, убивая отставших и уводя лошадей и слонов, когда мог.

## Битва

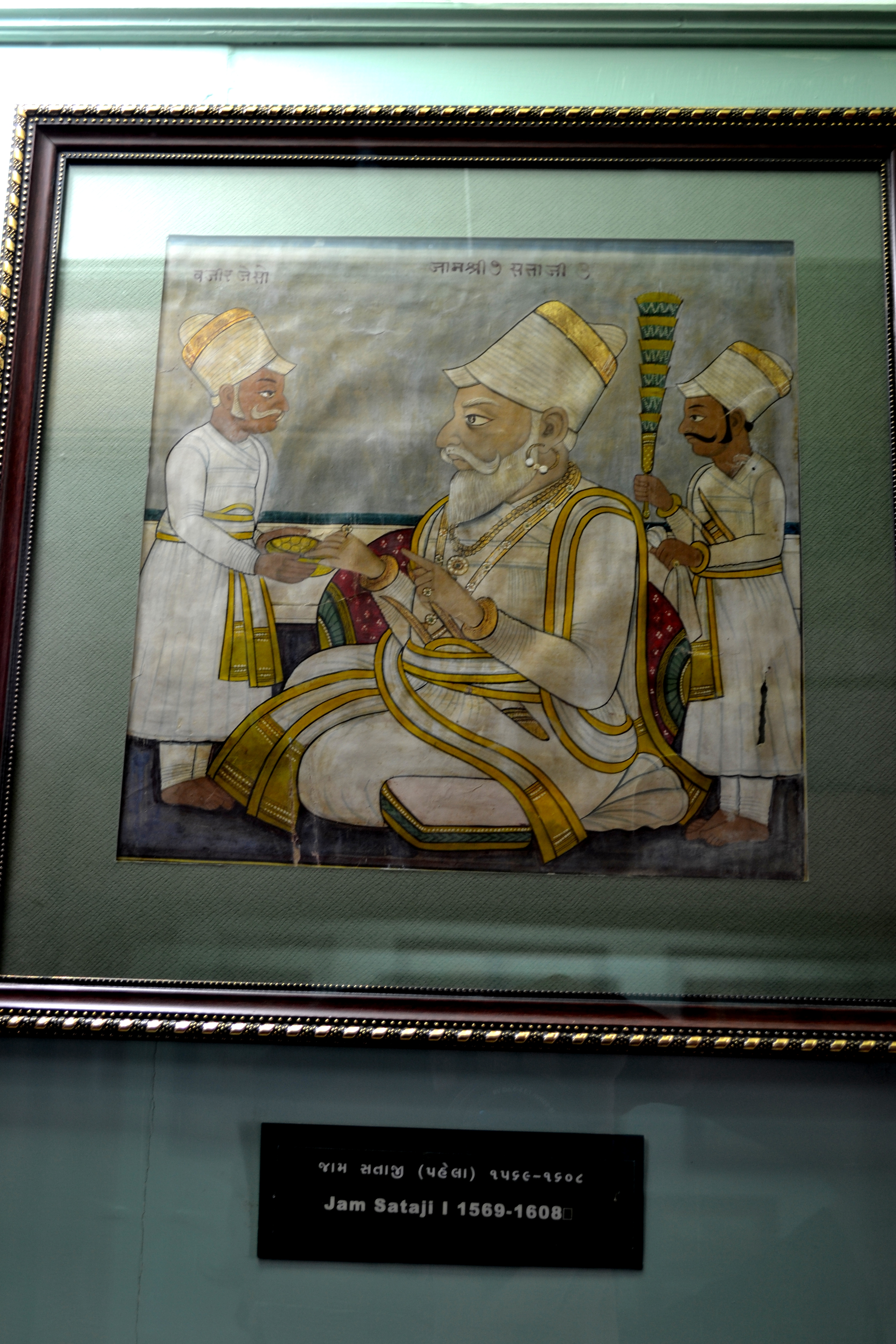
Джам Сатаджи

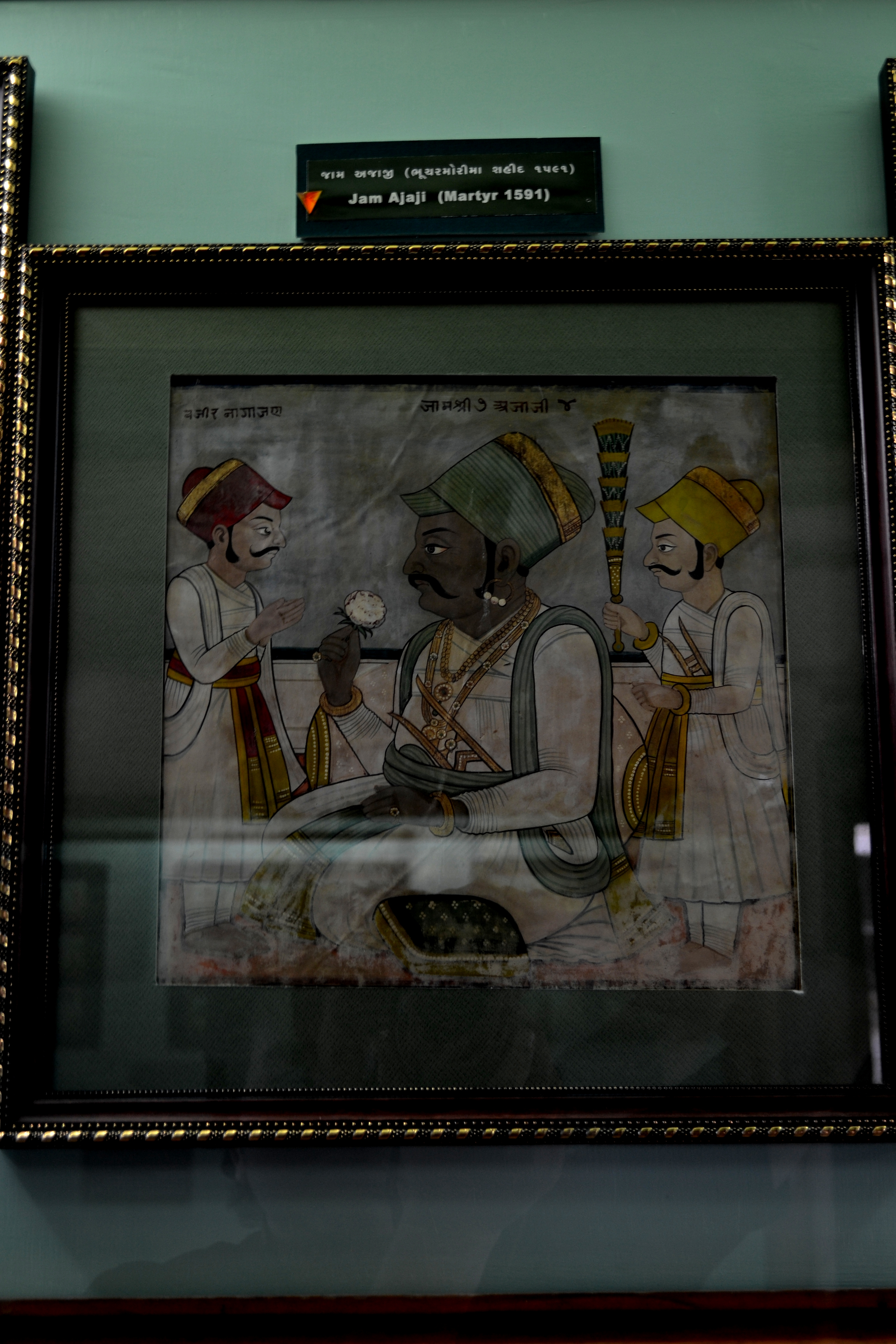
Джам Аджаджи, погибший в бою

Мирза Азиз Кока собрал свою армию возле Дхрола, в которую входило от 8 900 до 9 000 воинов. В состав армии входили римляне, арабы, русские, турки, фиркани, Хабаси, Миркани, Мукрани, Синдхи, а также солдаты из Кандагара, Кабула, Хорасана и Ирана.
Силы Катхиавара были размещены недалеко от Дхрола, в которых насчитывалось от 17 000 до 21 000 воинов. В состав наванагарских сил входили кланы Хапа, Кана, Балач, Джия, Кабар, Дал, Мод и Рао Джадеджа, Содха, Тумбел, Чаран, Дундхан, Дхаман, Сумра, Синдхи, Раджгор и Бароц. К силам Джама Сатаджи присоединились Наваб Долатхан Гори и Джагирдар Ра Хенгар из княжества Джунагад; Лома Кхуман из Керди-Кундлы и воины, посланные Рао Бхармалджи I из княжества Кач. Санганджи Вадхер из Окхи и Васаджи Пармар из штата Мули присоединились со своей армией. Махераман Аджани из Бхадресара, Куч присоединился к Наванагару со своими четырнадцатью сыновьями. Джамаат голых садху Атит, возвращаясь из паломнической Дварки и направляясь в Хингладж Деви, также присоединился к ним. Армия также имела большое количество пушек, 84 слона, кавалерию и верблюдов.
Когда армия Великих Моголов достигла Бхучар Мори, Джам атаковал со вспомогательными силами Куча . Также было два ночных налета на войска Великих Моголов, и битва была отложена на два дня из-за дождя. Было несколько стычек, в каждой из которых армия Катхиавара одержала победу. Из-за сезона дождей поле боя было неподходящим, и стратегия Джама Сатаджи часто побеждала. Спустя три месяца Мирза Азиз Кока начал мирные переговоры при посредничестве Чандрасина из Халвада. Он согласился заплатить два один лакх Джаму Сатаджи и один лакх тайно Чандрасину, если мирные переговоры увенчаются успехом. Лома Кхуман, катхи из Кундлы, в прошлом, в кампании Джунагада, оставил себе слона, захваченного из трофеев армии Великих Моголов, и из-за этого был сильно раздражен Джасой Ваджиром, и, таким образом, затаил злобу на Джама, как и наслучай с Даулат-ханом из Джунагада. Оба тайно заключили пакты с Мирзой Азизом Кокой. Поскольку Мирза Азиз Кока заверил в поддержке, он снова объявил войну Джаму Сатаджи.
Когда началась битва, отряды князей Джунагада и Кундлы покинули силы Катхиавара. Когда Джам Сатаджи обнаружил предательство, он слез со своего слона, сел на быстроногого коня и покинул поле боя, чтобы защитить государство и семью. Его министр Джаса Ваджир и его сын Джасаджи продолжали битву до вечера; он также охранял семью Джама, которую он посадил на корабли и отправил морем, чтобы избежать захвата, а затем все вернулись в Наванагар. Битва началась и продолжалась три прахара (девять часов примерно). На поле боя находилось от 26 000 до 30 000 солдат. Было большое количество жертв. В битве также использовались артиллерия, лошади, слоны и верблюды.
Сын Джама Сатаджи Кунвар Аджаджи III, который был в городе из-за своего свадебного пира, отправился с более чем 500 раджпутскими воинами из своей свадебной свиты на поле битвы с Наг Ваджиром.

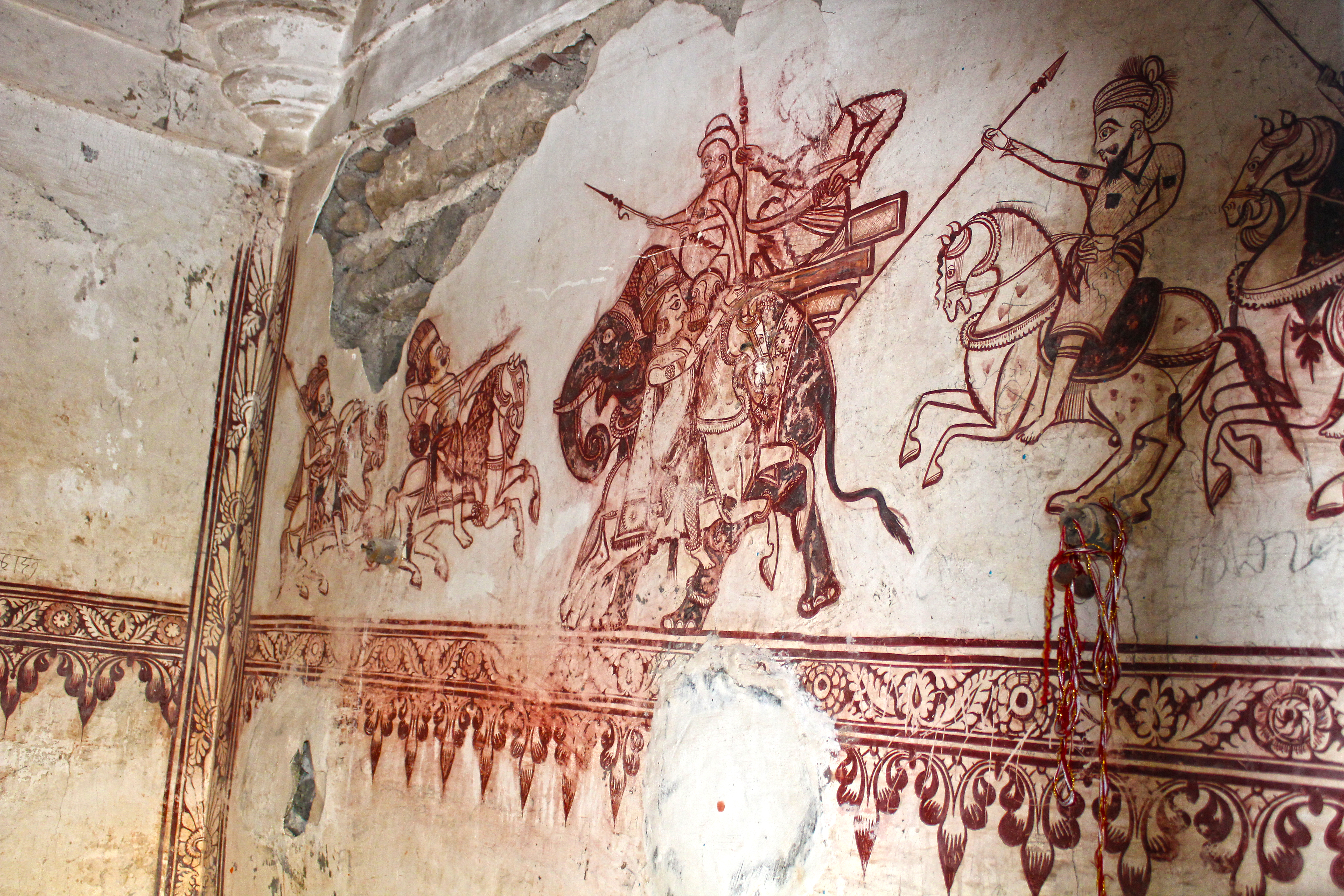
На северной боковой стене мемориального святилища изображено произведение искусства 16-го века в традиционном стиле, изображающее Аджаджи на коне, атакующего Мирзу Азиза Коку на слоне.

На следующий день правое крыло сил Великих Моголов возглавили Сайид Касим, Науранг и Гуджар-хан, а левое — Мухаммад Рафи, который был известным генералом, с несколькими имперскими эмирами и заминдарами. Центром командовал Мирза Мархум, сын Наваба Азима Хумаюна, а до него их пост занимали Мирза Анвар и сам Наваб. Наванагарской армией командовали Джаса Ваджир, Кунвар Аджаджи и Мехраманджи Дунгарани. Наг Ваджир, Дахо Лодак, Бхалджидал также возглавляли войска. Сражение открыла канонада обеих армий. Мухаммад Рафи атаковал армию Джама со своими батальонами, в то время как Гуджар-хан и Мирза Анвар, наваб, атаковали Кунвар Аджаджи, Джаса Ваджир.
Кунвар Аджаджи был на коне, а Мирза Азиз Кока — на слоне. Аджаджи атаковал Мирзу Азиза Коку копьем, но тот не пострадал. Но Аджаджи был атакован солдатами Моголов, и он погиб на поле боя. Джаса Ваджир, Мехраманджи, Дунгарани, Бханджидал, Дахо Лодак, Наг Ваджир и Тогаджи Содха также погибли на поле боя. Погибло 2000 солдат Катхиавара . В войсках Великих Моголов также погибли Мохаммед Рафи, Сайяд Сайфуддин, Сайяд Кабир и Сайяд Алихан. Обе армии понесли тяжелые потери. Считается, что обе армии потеряли более 10 000 солдат. Погибло более тысячи садху Атит. Джам Сатаджи потерял 67 родственников, включая сына, племянника и зятя. Четырнадцать сыновей Мехраманджи также погибли. 700 лошадей Наванагара были выведены из строя. В армии Великих Моголов Мухаммад Рафи, Сайид Шарфуддин, Сайид Кабир, Сайид Али Хан и 100—200 других солдат погибли, 500 были ранены.

## Дата
Согласно записям канцелярии Наванагара, битва закончилась в среду, 7-го числа темных двух недель месяца Шравана (июль 1591 года). В тот день был праздничный день Шитла Сатам. В «Дохе» Гамбхирсина Пармара также указана та же дата.
Согласно Акбарнаме, силы встретились 4-го Амардада или 6-го Шаваля 999 года (14-18 июля 1591 года).
Дата битвы, приведенная Ранчходжи Диваном, диваном Джунагада, в Тарих-и-Сорате, — 8-е светлого месяца двух недель месяца Асо самвата 1648 года или 6-й день месяца Раджаб 1001 года Хиджры.

## Последствия
Когда армия Великих Моголов продвигалась к Наванагару, Джам Сатаджи приказал королевам покинуть город на корабле из порта. Гопал Барот, сын Исардашджи Барота из Сачаны, вместе с Пагади Аджаджи добрался до Сураджкунварбы, недавно вышедшей замуж за Содха, жены Аджаджи. Сураджкунварба покинул город, чтобы добраться до поля битвы. По дороге на неё напали моголы, но её защитил Такор Сахиб из Дхрола, который вел переговоры, хотя он и не участвовал в битве из-за личных разногласий с Джамом Сатаджи. Она добралась до поля битвы и совершила Сати на погребальном костре Аджаджи.
Мирза Азиз Кока дошел до Наванагара и разграбил его. Джам Сатаджи отправился в Джунагадх, чтобы спасти Музаффара. Даулат-хан был ранен в битве и покинул Джунагад, где позже скончался. Армия Великих Моголов достигла Джунагада, но вернулась в Ахмедабад, так как была утомлена из-за долгого сезона. В 1592 году Мирза Азиз Кока снова двинулся на Катиавар со свежими силами. Он осадил Джунагадх, и гарнизон сдался через три месяца. Музаффар уже ушел к холмам Барды. Армия Великих Моголов, наконец, ушла в Ахмедабад после назначения губернатора в Джунагаде. Они также в конечном итоге победили Прабхас Патан, Дварка и Бет Дварка.
Покинув холмы Барды, Музаффар добрался до Окха Мандала, где провел некоторое время. Мирза Азиз Кока послал своего сына с войсками, чтобы захватить его. Сава Вадер погиб, прикрывая побег Музаффара. Музаффар прибыл в Кутч из Васта Бандара и попросил убежища у Рао Бхарамалджи I из Кутча. Армия Великих Моголов была направлена в Морби и готовилась пересечь Ранн-оф-Кутч, чтобы войти в Кутч. Рао сдал Музаффара войскам, посланным для его захвата, поскольку он знал о судьбе Наванагара и Джунагада. Во время сопровождения в лагерь Моголов Музаффар сошел с лошади недалеко от Дхрола после путешествия всю ночь. 24 декабря 1592 года он под каким-то предлогом спрятался за деревом и покончил с собой, перерезав себе горло ножом. С его смертью правление династии Музаффаридов в Гуджаратском султанате закончилось.
Морби был пожалован Рао Бхармалджи в качестве джагира за его службу. Джам Сатаджи вернул Наванагар в 1593 году. Он жил в Наванагаре, но делами государства управлял представитель Империи Великих Моголов со своим штабом. Джасаджи, второй сын Джама Сатаджи, некоторое время содержался в Дели. В отсутствие Сатаджи, Калабаи; королева Кунвар Бханджи, сын Раны Рамдевджи из Ранпура; завоевала области, ранее потерянные для Наванагара, с помощью Мерса и Рабариса и основала свою новую столицу в деревне Чхайя.

## Мемориальный сайт
Мемориал расположен на плато Бхучар Мори. В святилище находится палия или мемориальный камень Аджаджи. Палия, посвященная его жене Сураджкунварбе, находится к югу от неё. На северной боковой стене святилища находится картина 16-го века в традиционном стиле, изображающая Аджаджи на коне, атакующего Мирзу Азиза Коку на слоне. В соединении находятся ещё 23 палия. За пределами комплекса находятся ещё восемь мемориалов, а один, посвященный Ракхехару Дхоли, находится на некотором расстоянии. Всего насчитывается 32 мемориала. К юго-западу от святилища находятся восемь гробниц, посвященных солдатам армии Великих Моголов. На этом месте были колодец и мечеть.
Новый мемориал был построен по заказу правительства Гуджарата на этом месте в 2007 году и завершен в сентябре 2015 года. Мемориальный лес Шахид Ван был открыт для публики в августе 2016 года. С 1992 года мемориал посещают люди из общины кшатриев для молитвы на Шитла Сатам. Ежегодная ярмарка проводится в последний день месяца Шраван (Шраван Вад Амавасья), в которой принимают участие тысячи людей.